# Cloruro de fósforo(V)
El pentacloruro de fósforo es el compuesto químico de fórmula PCl5. Es uno de los cloruros de fósforo más importantes, siendo los otros el PCl3 y el POCl3. El PCl5 se utiliza como agente clorante. Es un sólido incoloro que reacciona con el agua y adopta múltiples estructuras bajo diversas condiciones.

## Estructura
El PCl5 gaseoso y el líquido son moléculas neutras que presentan una simetría trigonal bipiramidal (D3h). Sin embargo, la estructura del “PCl5” en disolución, depende del disolvente y de la concentración. En solventes polares, si la solución es diluida el compuesto se disocia de acuerdo al siguiente equilibrio:
PCl5 {\displaystyle {\overrightarrow {\leftarrow }}} [PCl4+]Cl−
A mayores concentraciones, un segundo equilibrio se hace más importante:
2 PCl5 {\displaystyle {\overrightarrow {\leftarrow }}} [PCl4+][PCl6−]
El catión PCl4+ y el anión PCl6− tienen geometría tetraédrica y octaédrica, respectivamente. Las estructuras para los cloruros de fósforo son invariablemente consistentes con la teoría TREPEV.
En disolvente apolares, como el CS2 y el CCl4, la estructura D3h presente en los estados líquido y gaseoso permanece intacta.
Hace tiempo, se creía que el PCl5 en disolución formaba una estructura dímera, P2Cl10, pero esta idea no concordaba con mediciones hechas mediante espectroscopia de Raman.

## Preparación
El PCl5 se prepara por medio de la cloración del PCl3:
PCl3 + Cl2 {\displaystyle {\overrightarrow {\leftarrow }}} PCl5 ΔH = −124 kJ/mol
El PCl5 existe en equilibrio con el PCl3 y cloro, a 180 °C. El porcentaje de disociación es alrededor del 40%. Debido a este equilibrio, las muestras de PCl5 a menudo contienen cloro lo que les confiere una coloración verdosa.

## Hidrólisis
En su reacción más característica, el PCl5 reacciona al contacto con el agua para dar cloruro de hidrógeno y óxidos de fósforo.
El primer producto de la hidrólisis es el oxicloruro de fósforo: 
PCl5 + H2O → POCl3 + 2 HCl
En agua caliente, la hidrólisis produce solo ácido ortofosfórico:
PCl5 + 4 H2O → H3PO4 + 5 HCl

## Otras reacciones
A menudo, el PCl5 se usa para cloraciones.

### Cloraciones de compuestos orgánicos con PCl5
En química sintética, hay frecuentemente dos clases de cloración de interés. Las cloraciones oxidativas involucran la transferencia de Cl2 del reactivo al sustrato. Las cloraciones sustitivas, en cambio, reemplazan O o grupos hidroxilo (OH) con cloro. El PCl5 puede ser utilizado en ambos procesos.
PCl5 convierte los ácido carboxílicos a los correspondientes cloruros de ácido así como alcoholes en cloruros de alquilo. El cloruro de tionilo es comúnmente más usado en el laboratorio porque el SO2 se separa más fácilmente de los productos orgánicos que el POCl3.
PCl5/PCl3 guarda algún parecido con el SO2Cl2, ya que los dos funcionan como fuentes de Cl2. Nuevamente, para cloraciones oxidativas en el laboratorio, SO2Cl2 se prefiere sobre el PCl5 ya que el subproducto gaseoso SO2 es fácilmente separado.
PCl5 reacciona con amidas terciarias, tales como la DMF, para dar cloruro de dimetilclorometilenamonio el cual es conocido como el reactivo de Vilsmeier, [(CH3)2NCClH]Cl. Más comúnmente una sal similar se genera de la reacción entre la DMF y el POCl3. Tales reactivos son útiles en la preparación de derivados del benzaldehído por formilación y conversión de los grupos C-OH en grupos C-Cl.
En contraste con el PCl3, el pentacloruro reemplaza grupos CH alílicos y bencílicos y es especialmente reconocido por la conversión de grupos C=O a CCl2.
El carácter electrofílico del PCl5 queda de manifiesto por su reacción con el estireno para dar después de hidrólisis derivados del ácido fosfónico.

### Cloración de compuestos inorgánicos
Así como en las reacciones para los compuestos orgánicos, el uso del PCl5 ha sido sustituido por el SO2Cl2. La reacción del pentóxido de fósforo y el PCl5 produce POCl3:[2]:
6 PCl5 + P4O10 → 10 POCl3
PCl5 clora al dióxido de nitrógeno:
PCl5 + 2 NO2 → PCl3 + 2 NO2Cl
PCl5 es un precursor para el hexafluorofosfato de litio, LiPF6, un electrolito en las baterías de ion litio:
PCl5 + 6 LiF → LiPF6 + 5 LiCl

## Seguridad
PCl5 es una sustancia peligrosa que reacciona violentamente con agua y es una fuente tanto de cloruro de hidrógeno como de cloro.